# Electron
Electron hay điện tử, là một hạt hạ nguyên tử, có ký hiệu là e⁻
 hay β⁻
, mà điện tích của nó bằng trừ một điện tích cơ bản. Các electron thuộc về thế hệ thứ nhất trong họ các hạt lepton, và nói chung được coi là những hạt cơ bản bởi vì chúng không có các thành phần nhỏ hay cấu trúc con. Electron có khối lượng xấp xỉ bằng 1/1836 so với của proton. Các tính chất cơ học lượng tử của electron bao gồm giá trị mômen động lượng (spin) bằng một nửa đơn vị, biểu diễn theo đơn vị của hằng số Planck thu gọn, ħ. Vì là một fermion, trong hệ cô lập không có hai electron nào có thể ở cùng một trạng thái lượng tử, như nội dung của nguyên lý loại trừ Pauli. Giống như tất cả các hạt cơ bản khác, electron thể hiện cả các tính chất của sóng và hạt: chúng có thể va chạm với các hạt khác và bị nhiễu xạ như ánh sáng. Các tính chất sóng của electron dễ dàng được quan sát thấy ở các thí nghiệm hơn so với những hạt khác ví dụ như neutron và proton bởi vì electron có khối lượng nhỏ hơn và do vậy có bước sóng de Broglie dài hơn ở cùng một mức năng lượng.
Electron có vai trò cơ bản ở nhiều hiện tượng vật lý, như điện, từ học, hóa học và độ dẫn nhiệt. Ngoài ra nó cũng tham gia vào tương tác hấp dẫn, điện từ và yếu. Vì một electron mang điện tích, bao xung quanh nó là điện trường, và nếu electron chuyển động tương đối với một người quan sát, nó sẽ cảm ứng một từ trường. Trường điện từ tạo ra bởi những nguồn khác sẽ ảnh hưởng đến chuyển động của hạt electron tuân theo định luật lực Lorentz. Electron phát ra hay hấp thụ năng lượng dưới dạng các photon khi chúng chuyển động gia tốc. Các thiết bị ở phòng thí nghiệm có khả năng bẫy từng electron đơn lẻ cũng như các electron plasma bằng sử dụng điện từ trường. Những kính thiên văn đặc biệt có thể phát hiện electron plasma trong không gian vũ trụ. Electron tham dự vào nhiều ứng dụng thực tiễn như điện tử học, hàn tia điện tử, ống tia âm cực, kính hiển vi điện tử, trị liệu bức xạ, laser electron tự do, máy dò khí ion hóa và máy gia tốc hạt.
Các tương tác có sự tham gia của những electron với các hạt khác là một trong những chủ đề nghiên cứu của hóa học và vật lý hạt nhân. Tương tác lực Coulomb giữa các proton mang điện dương bên trong hạt nhân nguyên tử và các electron mang điện âm ở orbital cấu thành lên nguyên tử. Sự ion hóa hay sự chênh lệch giữa số electron mang điện âm và hạt nhân mang điện dương làm thay đổi năng lượng liên kết của một hệ nguyên tử. Sự trao đổi hay chia sẻ các electron giữa hai hay nhiều nguyên tử là nguyên nhân chủ yếu tạo ra liên kết hóa học. Năm 1838, nhà triết học tự nhiên người Anh Richard Laming lần đầu tiên đã đặt ra khái niệm về một đại lượng điện tích không thể chia nhỏ hơn nhằm giải thích các tính chất hóa học của các nguyên tử. Nhà vật lý người Ireland George Johnstone Stoney sau đó đặt tên đại lượng điện tích này là 'electron' vào năm 1891, và sau đó J. J. Thomson cùng các cộng sự người Anh cuối cùng đã phát hiện ra electron có biểu hiện của một hạt cơ bản vào năm 1897.  Electron cũng tham gia vào các phản ứng hạt nhân, như quá trình tổng hợp lên các hạt nhân nặng hơn trong các sao, mà chúng thường được gọi là các hạt beta. Electron cũng có thể được tạo ra trong phân rã beta từ các đồng vị phóng xạ và trong các va chạm năng lượng cao, như ở sự kiện các tia vũ trụ bắn phá bầu khí quyển. Phản hạt của electron được gọi là positron; nó có tính chất đồng nhất với electron ngoại trừ các tích như điện tích mang dấu ngược lại. Khi một electron va chạm với một positron, cả hai hạt bị hủy, tạo ra hai photon tia gamma năng lượng cao.

## Lịch sử

### Khám phá ra hiệu ứng của lực điện
Người Hy Lạp cổ đại đã nhận thấy rằng khi dùng bộ lông thú chà xát vào hổ phách thì nó có khả năng hút được những vật nhỏ. Cùng với sét, đây là một trong những hiện tượng về điện được ghi nhận sớm nhất trong lịch sử loài người. Trong luận thuyết De Magnete viết năm 1600, nhà khoa học người Anh William Gilbert đưa ra thuật ngữ trong tiếng Latin mới là electrica, để nói đến những chất có tính chất tương tự như hổ phách với khả năng có thể hút được những vật nhỏ khi chà xát với lông thú. Cả hai thuật ngữ electric và electricity đều có nguồn gốc từ tiếng Latin ēlectrum (cũng là từ nguyên của hợp kim có cùng tên); ēlectrum có từ nguyên bắt nguồn từ chữ hổ phách trong tiếng Hy Lạp, ἤλεκτρον (ēlektron).

### Khám phá hai loại điện tích
Đầu những năm 1700, nhà hóa học người Pháp Charles François du Fay phát hiện thấy nếu một lá vàng tích điện bị đẩy bởi một que thủy tinh khi chà nó với lụa, thì cùng lá vàng tích điện này lại bị hút bởi hổ phách khi chà vào bông sợi. Từ quan sát này cùng những kết quả thí nghiệm tương tự, du Fay kết luận rằng điện phải chứa hai loại chất lỏng mang điện, chất lỏng vitreous từ đũa thủy tinh khi chà xát vào lụa và chất lỏng resinous từ hổ phách khi chà vào bông sợi. Hai chất lỏng này có thể trung hòa lẫn nhau khi được kết hợp lại. Nhà khoa học người Mỹ Ebenezer Kinnersley sau đó cũng độc lập đi đến kết luận tương tự của du Fay.:118 Một thập kỷ sau, Benjamin Franklin đề xuất rằng điện không cấu tạo từ những loại chất lỏng điện khác nhau, mà là một chất lỏng điện có biểu hiện dư thừa (+) hay thiếu hụt (−) điện tích. Ông đưa ra thuật ngữ hiện đại tương ứng với chúng là điện tích dương và điện tích âm. Franklin từng nghĩ về chất mang điện sẽ có điện tích dương, nhưng ông đã không miêu tả đúng tình huống khi nào chất sẽ dư thừa điện tích, và khi nào bị thiếu hụt điện tích.
Giữa các năm 1838 và 1851, nhà triết học tự nhiên người Anh Richard Laming phát triển ý tưởng cho rằng một nguyên tử là tổ hợp bao gồm một lõi vật chất được bao quanh bởi những hạt nhỏ hơn nguyên tử mà có điện tích bằng số lần điện tích đơn vị. Đầu năm 1846, nhà vật lý người Đức William Weber đưa ra lý thuyết miêu tả điện là chất tổng hợp bởi các chất lỏng tích điện dương và âm, và tương tác giữa chúng bị chi phối bởi luật nghịch đảo bình phương. Sau khi nghiên cứu hiện tượng điện phân vào năm 1874, nhà vật lý người Ireland George Johnstone Stoney gợi ý có tồn tại một "đại lượng xác định duy nhất cho điện", điện tích của một ion hóa trị một. Ông đã có thể ước lượng giá trị của điện tích cơ bản e này bằng cách áp dụng định luật điện phân Faraday. Tuy nhiên, Stoney lại tin rằng những điện tích này lại gắn chặt vĩnh cửu vào nguyên tử và không thể bị tách rời. Năm 1881, nhà vật lý người Đức Hermann von Helmholtz cho rằng cả điện tích dương và điện tích âm có thể chia ra thành những thành phần cơ bản, mỗi một chúng "hành xử như những nguyên tử của điện".
Stoney ban đầu đưa ra thuật ngữ electrolion vào năm 1881. Mười năm sau, ông chuyển sang sử dụng electron để miêu tả những điện tích cơ bản này, khi ông viết vào năm 1894: "... một ước lượng được thực hiện để tính toán số lượng thực tế của đơn vị điện cơ bản điển hình nhất này, mà tôi đã từng dám gợi ý đặt tên là electron". Đã có một đề xuất vào năm 1906 nhằm đổi sang tên gọi electrion nhưng đã thất bại bởi vì Hendrik Lorentz vẫn thích tên gọi electron hơn. Từ electron là tổ hợp của các từ electric và ion. Hậu tố -on mà hiện nay được sử dụng để đặt tên cho các hạt cơ bản khác, như proton hoặc neutron, có nguồn gốc bắt nguồn từ cách đặt tên cho electron.

### Khám phá ra các electron tự do bên ngoài vật chất

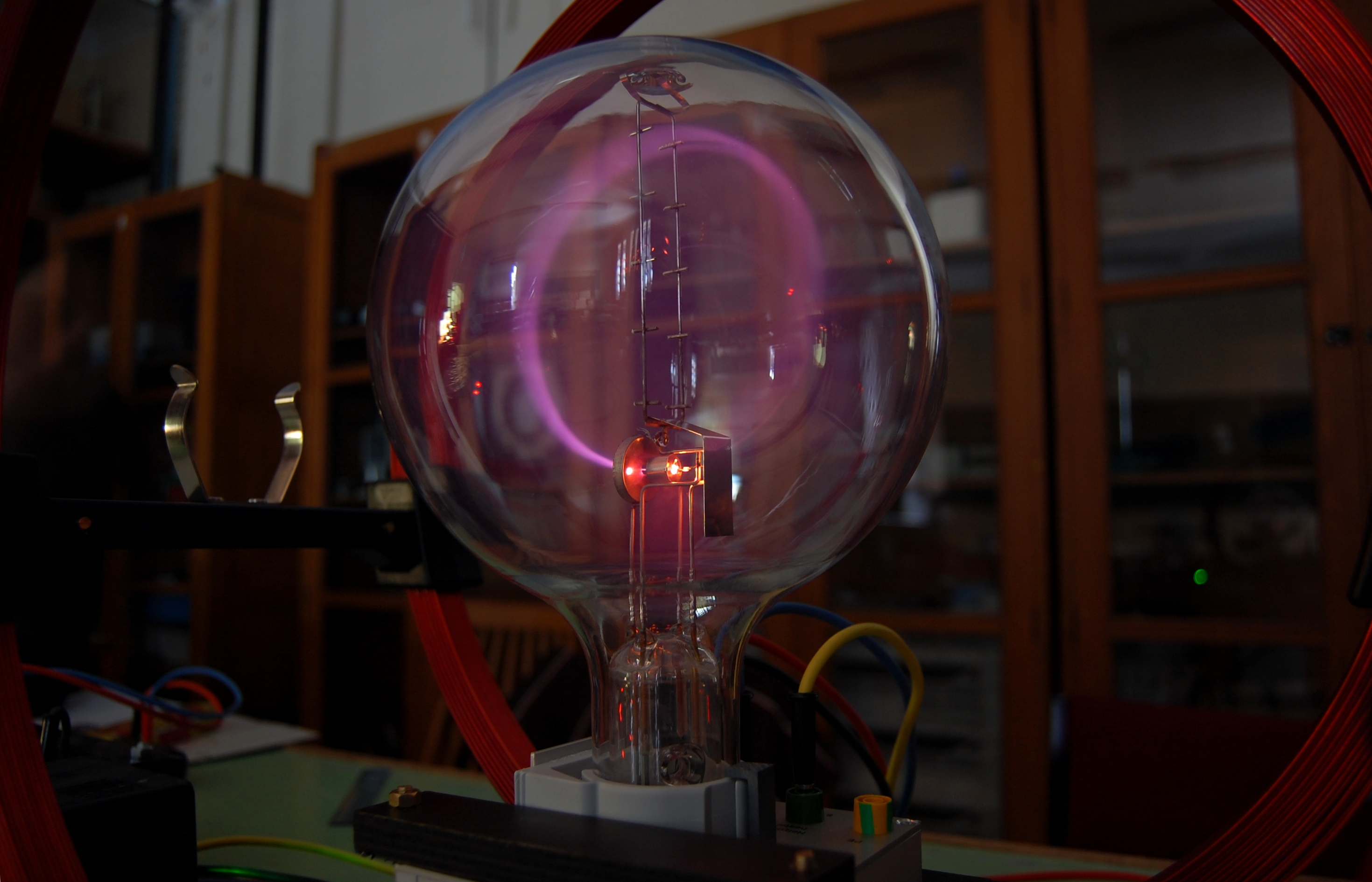
Đường bay của một chùm electron bị lệch thành hình tròn khi đặt trong một từ trường

Khi nghiên cứu hiện tượng dẫn điện trong khí loãng vào năm 1859, nhà vật lý người Đức Julius Plücker quan sát thấy ánh sáng lân quang, vốn được tạo thành bởi bức xạ phát ra từ cathode, xuất hiện tại thành ống gần cathode, và vùng ánh sáng lân quang đó có thể di chuyển bằng việc ứng dụng từ trường. Năm 1869, Johann Wilhelm Hittorf, một học trò của Plücker, phát hiện rằng một vật rắn đặt giữa cathode và vùng lân quang tạo ra một vùng tối trên vùng lân quang của ống. Hittorf kết luận rằng có những tia truyền thẳng phát ra từ cathode và vùng lân quang đó được tạo ra bởi các tia chiếu qua thành ống. Năm 1876, nhà vật lý người Đức Eugen Goldstein chỉ ra rằng các tia này được phát ra theo phương vuông góc với mặt cathode, mặt phân cách giữa các tia phát ra từ cathode và ánh sáng sợi đốt. Goldstein đặt tên cho những tia này là tia âm cực.:393 Công cuộc nghiên cứu về tia âm cực kéo dài hàng thập kỷ cả về lý thuyết và thực nghiệm đóng vai trò quan trọng trong quá trình khám phá ra electron của J. J. Thomson.
Trong thập niên 1870, nhà hóa lý người Anh Sir William Crookes đã phát triển ống tia âm cực đầu tiên với môi trường chân không cao bên trong. Sau đó ông chứng tỏ rằng các tia phát quang xuất hiện bên trong ống có mang năng lượng và chuyển động từ phía cathode sang anode. Hơn nữa, khi đặt vào một từ trường, ông đã làm lệch đường đi của chùm tia, do đó chứng tỏ thêm chùm tia hành xử như nó chứa điện tích âm. Năm 1879, ông đề xuất rằng những tính chất này có thể được giải thích bằng cách coi rằng các tia âm cực bao gồm các phân tử khí mang điện tích âm trong trạng thái thứ tư của vật chất mà trong đó quãng đường tự do của các phân tử lớn đến mức có thể bỏ qua va chạm.:394–395
Nhà vật lý người Anh sinh ở Đức Arthur Schuster tiến hành mở rộng các thí nghiệm của Crookes khi đặt những tấm kim loại song song với chùm tia cathode và áp dụng vào một điện thế giữa các tấm này. Điện trường đã làm lệch chùm tia về phía tấm kim loại tích điện dương, chứng cứ đã củng cố thêm cho kết luận chùm tia mang điện tích âm. Bằng cách đo độ lệch của chùm tia tương ứng với từng lần điều chỉnh dòng điện giữa hai tấm kim loại, năm 1890 Schuster đã ước lượng được tỷ số khối lượng−điện tích của các thành phần trong chùm tia. Tuy vậy, giá trị ông thu được lớn hơn 1000 lần so với giá trị được dự đoán, do đó ít người đã để ý đến kết quả tính toán của ông vào thời điểm đó.
Năm 1892, Hendrik Lorentz gợi ý rằng khối lượng của những hạt này (electron) có thể là hệ quả của lượng điện tích mà chúng mang theo.

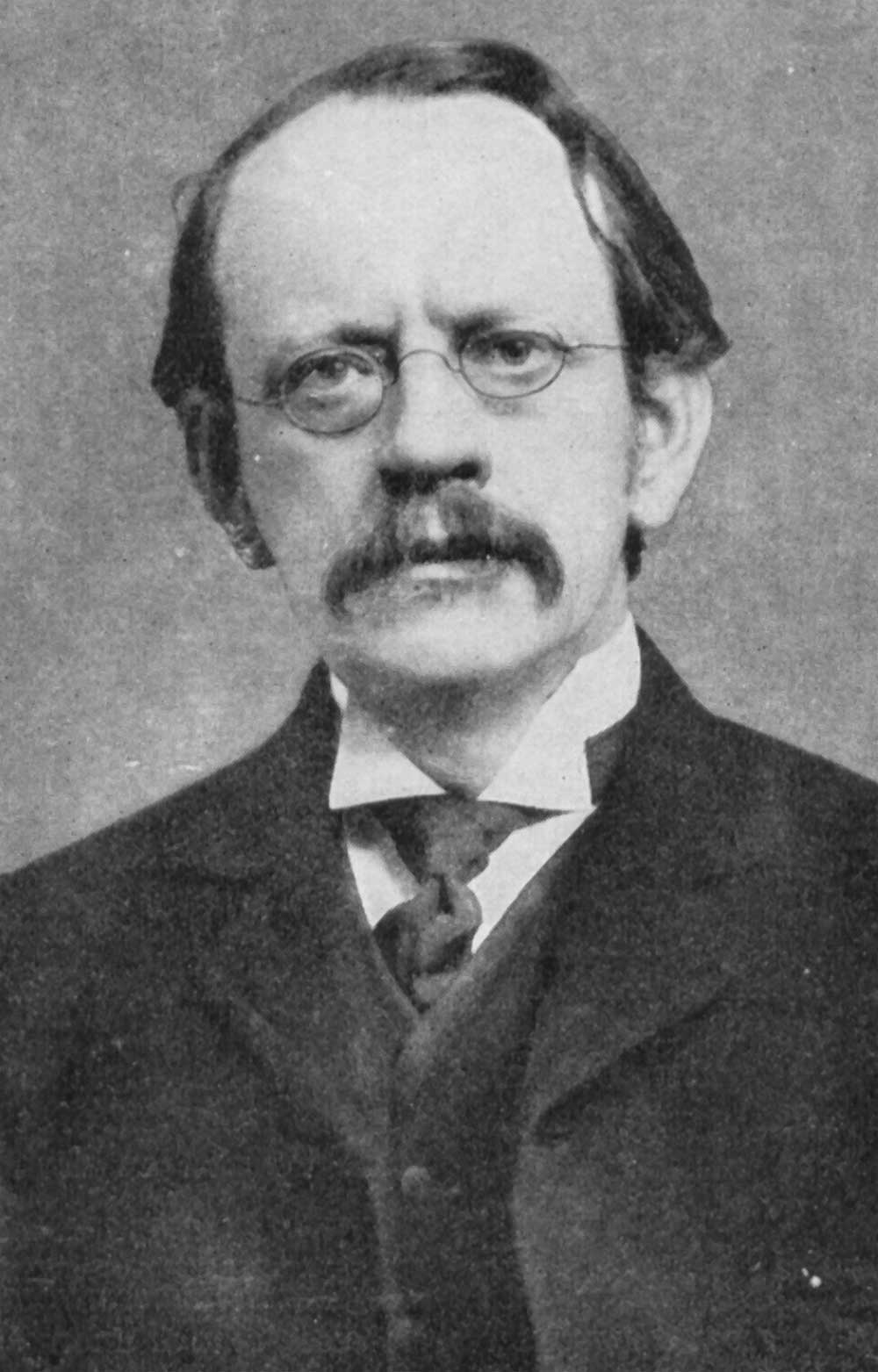
J. J. Thomson

Khi đang nghiên cứu các khoáng chất huỳnh quang tự nhiên vào năm 1896, nhà vật lý người Pháp Henri Becquerel khám phá thấy chúng phát ra các bức xạ mà không cần phải chiếu thêm một nguồn năng lượng từ bên ngoài. Những vật liệu phóng xạ này trở thành mối quan tâm của nhiều nhà khoa học, bao gồm nhà vật lý người New Zealand Ernest Rutherford, ông đã phát hiện vật liệu phóng xạ có phát ra các hạt. Ông gọi những hạt này là các hạt alpha và hạt beta, dựa trên khả năng đâm xuyên của chúng qua vật chất. Năm 1900, Becquerel đã chứng tỏ chùm tia beta phát ra từ hạt nhân radium có thể bị làm lệch hướng trong một điện trường, và tỷ số khối lượng trên điện tích của chúng bằng với tỷ số này của chùm tia cathode. Chứng cứ này đã củng cố thêm quan điểm cho rằng electron tồn tại như là một trong các thành phần của nguyên tử.
Năm 1897, nhà vật lý người Anh J. J. Thomson, cùng với các đồng nghiệp John S. Townsend và H. A. Wilson, đã thực hiện các thí nghiệm chỉ ra chùm tia cathode thực sự chứa các hạt, hơn là một loại sóng, những hạt nguyên tử hoặc phân tử như nhiều nhà khoa học từng tin như vậy trước đó. Thomson đã có kết quả ước lượng khá tốt về điện tích e và khối lượng m của hạt tia cathode, mà ông gọi là "corpuscles", nó có khối lượng bằng một phần nghìn khối lượng của ion nhẹ nhất: ion hydro. Ông cũng đã chứng minh tỷ số điện tích−khối lượng, e/m, có giá trị độc lập với vật liệu của bản cực cathode. Ông tiếp tục chứng tỏ thêm các vật liệu phóng xa, vật liệu nung nóng và vật liệu bị chiếu xạ có phát ra các hạt mang điện tích âm. Tên gọi electron về sau được cộng đồng khoa học chấp nhận sử dụng rộng rãi, chủ yếu do đề xuất của G. F. FitzGerald, J. Larmor và H. A. Lorentz.:273

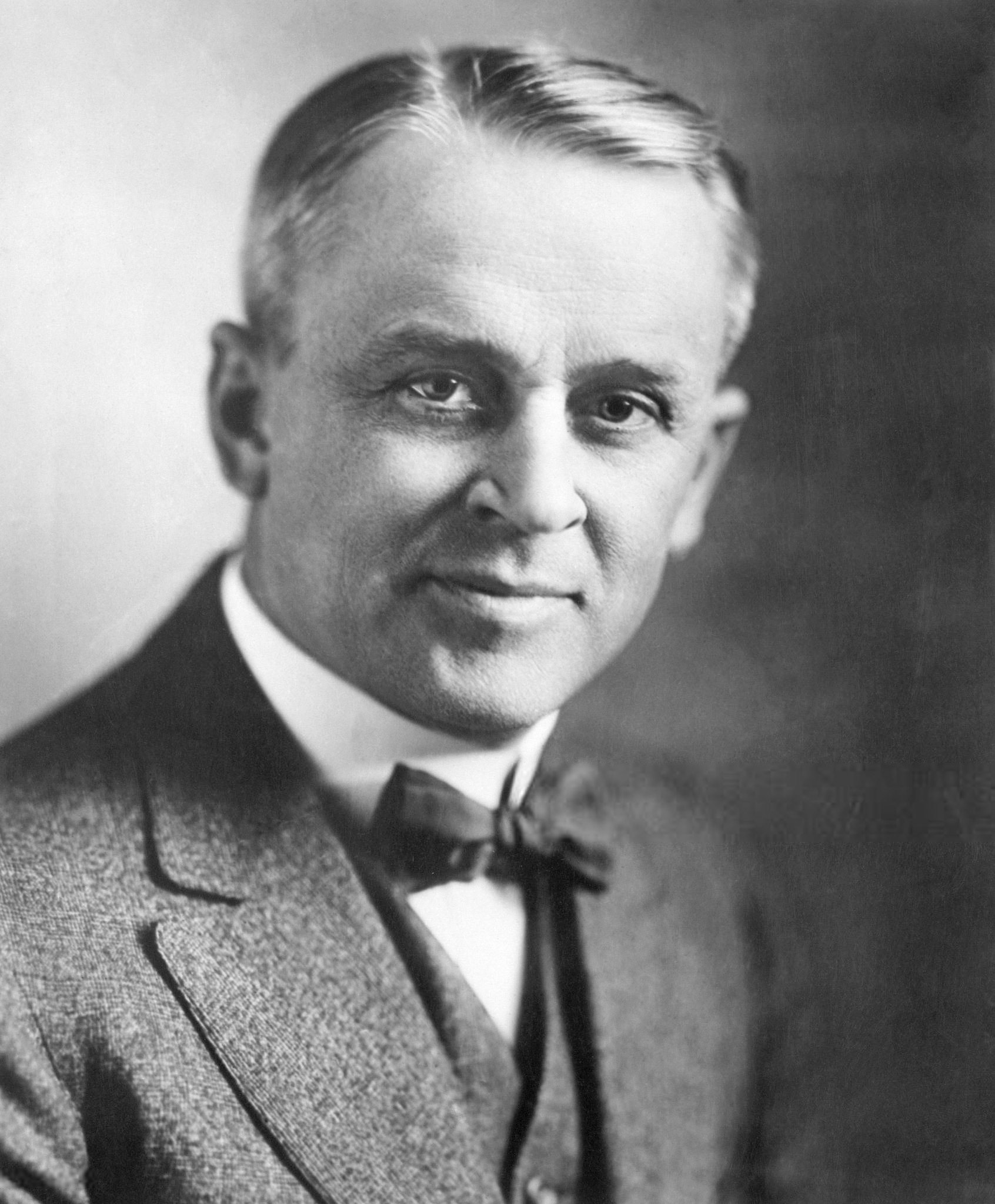
Robert Millikan

Điện tích của electron đã được đo một cách chính xác hơn bởi các nhà vật lý Mỹ Robert Millikan và Harvey Fletcher trong thí nghiệm giọt dầu vào năm 1909, và kết quả được công bố vào 1911. Thí nghiệm sử dụng một điện trường để hãm các giọt dầu mang điện tích rơi trong không khí dưới ảnh hưởng của lực hấp dẫn. Thiết bị của họ có thể đo điện tích của 1–150 ion với sai số là 0,3%. Trước đó nhóm của Thomson cũng thực hiện thí nghiệm tương tự, sử dụng đám mây chứa các giọt nước tích điện tạo ra bởi sự điện phân,và thí nghiệm thực hiện bởi Abram Ioffe năm 1911, ông đã thu được kết quả tương tự một cách độc lập với nhóm Millikan khi sử dụng các vi hạt kim loại tích điện, và kết quả được công bố vào năm 1913. Tuy nhiên, các giọt dầu có tính ổn định hơn giọt nước bởi vì chúng có tốc độ bốc hơi chậm hơn, và do đó phù hợp hơn với thí nghiệm chính xác đòi hỏi thực hiện trong thời gian dài hơn.
Vào thời điểm bắt đầu thế kỷ 20, các nhà khoa học phát hiện rằng dưới những điều kiện nhất định một hạt tích điện chuyển động nhanh trong buồng bọt có thể gây ra sự ngưng tụ của hơi nước siêu bão hòa trên quỹ đạo chuyển động của hạt. Năm 1911, Charles Wilson đã áp dụng nguyên lý này cho thiết bị buồng mây của mình, cho phép ông có thể chụp ảnh được quỹ đạo của các hạt tích điện, ví dụ như các electron chuyển động nhanh.

### Lý thuyết nguyên tử

Mô hình nguyên tử Bohr, cho thấy các trạng thái của electron với mức năng lượng bị lượng tử hóa ứng với số n. Một electron chuyển xuống mức thấp hơn phát ra một photon có năng lượng bằng hiệu số của hai mức năng lượng mà electron chiếm chỗ.

Cho đến năm 1914, các thí nghiệm thực hiện bởi Ernest Rutherford, Henry Moseley, James Franck và Gustav Hertz hầu như đã khẳng định được cấu trúc nguyên tử bao gồm một hạt nhân cô đặc mang điện dương bao xung quanh bởi các electron có khối lượng rất nhỏ. Năm 1913, nhà vật lý người Đan Mạch Niels Bohr giả thuyết các electron nằm trong các trạng thái có mức năng lượng bị lượng tử hóa, mức năng lượng của chúng được xác định bởi mômen động lượng của quỹ đạo electron quanh hạt nhân. Các electron có thể chuyển động trên những quỹ đạo này, bằng cách phát ra hay hấp thụ photon với tần số xác định. Với cơ sở là những quỹ đạo bị lượng tử hóa này, Bohr có thể giải thích một cách chính xác các vạch quang phổ của nguyên tử hydro. Tuy nhiên, mô hình của Bohr chưa thể giải thích được cường độ tương đối của các vạch này cũng như mô hình chưa thể giải thích quang phổ của những nguyên tử phức tạp hơn.
Liên kết hóa học giữa các nguyên tử được Gilbert Newton Lewis giải thích, khi vào năm 1916 ông đề xuất rằng liên kết cộng hóa trị giữa hai nguyên tử được duy trì bởi cặp electron chia sẻ giữa chúng. Sau đó, vào năm 1927, Walter Heitler và Fritz London đưa ra lý thuyết giải thích đầy đủ cho sự hình thành cặp electron và liên kết hóa học trong khuôn khổ của cơ học lượng tử. Năm 1919, nhà hóa học người Mỹ Irving Langmuir đưa ra mô hình tĩnh về nguyên tử và gợi ý rằng mọi electron được phân bố tuần tự theo "những vỏ (gần) hình cầu  đồng tâm, tất cả đều có độ dày bằng nhau". Tiếp đó, ông chia những vỏ này ra thành một số ô, mà mỗi ô chứa một cặp electron. Với mô hình này, Langmuir có thể giải thích một cách định tính các tính chất hóa học của các nguyên tố trong bảng tuần hoàn, mà nhiều tính chất được lặp lại tuân theo định luật tuần hoàn trong bảng.
Năm 1924, nhà vật lý người Áo Wolfgang Pauli nhận xét thấy cấu trúc tựa vỏ của nguyên tử có thể được giải thích bằng một tập hợp chứa bốn tham số xác định lên mỗi trạng thái năng lượng lượng tử, và mỗi trạng thái này không thể chiếm bởi nhiều hơn một electron. Việc không có nhiều hơn một electron chiếm chỗ ở cùng một trạng thái năng lượng lượng tử  được phát biểu trong nguyên lý loại trừ Pauli. Cơ chế vật lý để giải thích cho tham số thứ tư, mà nó có hai giá trị phân biệt, được các nhà vật lý người Hà Lan Samuel Goudsmit và George Uhlenbeck đề xuất. Năm 1925, họ cho rằng một electron, cùng với mômen động lượng của quỹ đạo, còn sở hữu thêm mômen góc động lượng nội tại và mômen lưỡng cực từ. Điều này tương tự như sự tự quay của Trái Đất cũng như nó quay trên quỹ đạo quanh Mặt Trời. Mômen góc động lượng nội tại này được gọi là spin, và đưa ra cách giải thích cho sự tách vạch bí ẩn như được quan sát thấy ở các vạch quang phổ bằng phổ kế có độ phân giải cao; hiện tượng này được biết đến như là sự tách cấu trúc tinh tế.

### Cơ học lượng tử
Trong luận án Recherches sur la théorie des quanta (Nghiên cứu về lý thuyết lượng tử) viết năm 1924, nhà vật lý người Pháp Louis de Broglie giả thuyết rằng mọi vật chất có thể được biểu diễn bằng sóng de Broglie tương tự như sóng ánh sáng. Điều đó có nghĩa là dưới những điều kiện phù hợp, các electron và những hạt vật chất khác sẽ thể hiện những tính chất của sóng hoặc của hạt. Lý thuyết hạt ánh sáng được chứng tỏ khi nó thể hiện có vị trí định xứ trong không gian dọc theo quỹ đạo chùm sáng ở bất kỳ thời điểm nào. Bản chất sóng ánh sáng được hiện, ví dụ, khi một chùm sáng chiếu qua những khe hẹp song song nó sẽ tạo thành những vân giao thoa. Năm 1927 George Paget Thomson khám phá ra hiệu ứng giao thoa xuất hiện khi cho một chùm electron truyền qua những lá kim loại mỏng và kiểu thí nghiệm tương tự được các nhà vật lý người Mỹ Clinton Davisson và Lester Germer thực hiện khi cho chùm electron phản xạ từ tinh thể nikel và quan sát thấy hiệu ứng giao thoa. Các hiệu ứng này còn được gọi là hiện tượng nhiễu xạ electron.

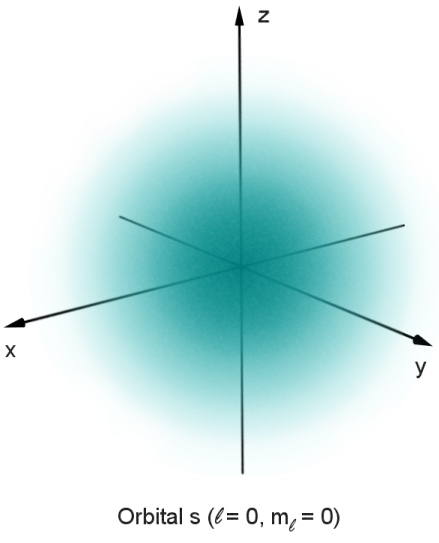
Trong cơ học lượng tử, hành xử của một electron trong một nguyên tử được miêu tả bằng orbital, miền được miêu tả bằng phân bố xác suất tìm thấy electron hơn là một quỹ đạo. Trong hình, vùng tối màu chỉ ra xác suất tương ứng sẽ tìm thấy electron, có năng lượng tương ứng với các số lượng tử, tại điểm đó.

Dự đoán của de Broglie về bản chất sóng của electron đưa Erwin Schrödinger thiết lập lên phương trình sóng miêu tả electron chuyển động dưới ảnh hưởng của hạt nhân trong nguyên tử. Năm 1926, với phương trình của mình, phương trình Schrödinger, ông đã miêu tả thành công sóng electron trong hệ nguyên tử. Hơn là chỉ việc tìm ra nghiệm xác định vị trí của một electron theo thời gian, phương trình sóng này cũng được áp dụng để dự đoán xác suất tìm thấy electron quanh vị trí cụ thể, đặc biệt vị trí gần nơi electron bị chặn trong không gian, mà tại đây phương trình sóng electron không thay đổi theo thời gian. Cách tiếp cận này đã đem đến một lý thuyết miêu tả cơ học lượng tử thứ hai (lý thuyết đầu tiên miêu tả bằng cơ học ma trận do Heisenberg phát triển năm 1925), và nghiệm của phương trình Schrödinger, giống như của Heisenberg, cho phép dẫn ra các trạng thái năng lượng của một electron trong nguyên tử hydro mà tương đương với các kết quả thu được bởi Bohr vào năm 1913, và miêu tả chính xác quang phổ nguyên tử hydro. Khi kể đến spin và tương tác giữa nhiều electron, cơ học lượng tử đưa ra những dự đoán chính xác về cấu hình electron trong những hệ nguyên tử phức tạp hơn hydro.
Năm 1928, dựa trên các nghiên cứu của Wolfgang Pauli, Paul Dirac thiết lập nên một mô hình về electron – phương trình Dirac, nhất quán với thuyết tương đối hẹp, bằng cách áp dụng các điều kiện đối xứng và tương đối tính trong hình thức luận hamiltonian của cơ học lượng tử cho trường điện từ. Để có thể giải một số vấn đề trong phương trình tương đối tính của mình, năm 1930 Dirac nêu ra một mô hình chân không như là một biển chứa vô hạn các hạt có năng lượng âm, sau này gọi là biển Dirac. Mô hình này đã đưa ông đi đến dự đoán tồn tại positron, một hạt phản vật chất của electron. Hạt này sau đó được phát hiện vào năm 1932 bởi Carl Anderson, và ông đề xuất gọi các electron thường gặp là negatron và sử dụng thuật ngữ electron nhằm miêu tả những biến thể mang điện tích dương hoặc âm.
Năm 1947 Willis Lamb, khi đang thực hiện nghiên cứu cùng với sinh viên Robert Retherford, đã tìm thấy có những trạng thái lượng tử riêng biệt của hydro, đáng ra phải có cùng mức năng lượng, lại được dịch chuyển tương đối với nhau; sự sai lệch này sau đó được gọi là dịch chuyển Lamb. Trong cùng thời gian, Polykarp Kusch, cùng với Henry M. Foley, đã khám phá bằng thí nghiệm mômen từ của electron có giá trị hơi lớn hơn so với dự đoán của lý thuyết Dirac. Giá trị chênh lệch nhỏ này sau đó được gọi là mômen lưỡng cực từ dị thường của electron. Sự chênh lệch này sau đó được giải thích trong lý thuyết điện động lực học lượng tử, phát triển bởi các nhà vật lý Sin-Itiro Tomonaga, Julian Schwinger và
Richard Feynman vào cuối thập niên 1940.

### Máy gia tốc hạt
Với sự phát triển của các loại máy gia tốc hạt trong nửa đầu thế kỷ 20, các nhà vật lý bắt đầu tìm hiểu sâu hơn vào các tính chất của các hạt hạ nguyên tử. Thành công đầu tiên trong nỗ lực gia tốc electron sử dụng cảm ứng điện từ được thực hiện vào năm 1942 bởi Donald Kerst. Máy betatron ban đầu của ông đạt đến mức năng lượng 2,3 MeV, và những máy betatron về sau đạt đến mức 300 MeV. Năm 1947, bức xạ đồng bộ (synchrotron radiation) được phát hiện tại máy gia tốc synchrotron, đưa electron đạt mức năng lượng 70 MeV, tại cơ sở nghiên cứu của General Electric. Bức xạ này là do các electron chuyển động gia tốc đi qua một từ trường ở vận tốc gần bằng tốc độ ánh sáng.
Máy gia tốc va chạm hạt ADONE là máy đầu tiên đạt mức năng lượng của chùm tia cỡ 1,5 GeV, bắt đầu hoạt động vào năm 1968. Trong thiết bị này, các hạt electron và positron được gia tốc theo hai hướng ngược chiều nhau, như vậy gần như làm tăng gấp đôi năng lượng va chạm so với máy gia tốc chùm tia electron bắn vào một bia cố định. Máy va chạm lớn Electron–Positron (Large Electron–Positron Collider; LEP) ở CERN, hoạt động từ 1989 đến 2000, đạt tới mức năng lượng va chạm 209 GeV và có những đo lường quan trọng cho Mô hình Chuẩn của vật lý hạt.

### Giam giữ từng electron
Hiện nay từng electron đơn lẻ có thể dễ dàng bị giam hãm trong những transistor CMOS siêu nhỏ (L = 20 nm, W = 20 nm) hoạt động ở ngưỡng nhiệt độ lạnh sâu từ −269 °C (4 K) cho đến khoảng −258 °C (15 K). Hàm sóng electron lan truyền trong một dàn chất bán dẫn và khi bỏ qua tương tác của nó với các electron trong dải hóa trị, thì có thể coi như là hàm của electron đơn lẻ, bằng cách thay thế khối lượng của nó bằng tenxơ khối lượng hiệu dụng.

## Các đặc tính

### Phân loại

Mô hình Chuẩn của hạt cơ bản. Electron (ký hiệu e) nằm ở bên trái.

Trong Mô hình Chuẩn của vật lý hạt, electron thuộc về nhóm các hạt hạ nguyên tử gọi là lepton, mà được cho là những hạt cơ bản. Electron có khối lượng nhỏ nhất trong nhóm lepton (cũng như trong nhóm các hạt mang điện) và thuộc về thế hệ thứ nhất của hạt cơ bản. Thế hệ thứ hai và thứ ba bao gồm các lepton mang điện, hạt muon và tau, chúng có giá trị điện tích, spin và tham gia tương tác giống với của electron, nhưng có khối lượng lớn hơn. Lepton khác so với những thành phần cơ bản khác của vật chất, hạt quark, khi lepton không tham gia vào tương tác mạnh. Tất cả các thành viên trong nhóm lepton đều là fermion, bởi vì chúng đều có spin bán nguyên; electron có spin 1/2.

### Các tính chất cơ bản
Khối lượng bất biến (khối lượng nghỉ) của electron xấp xỉ bằng 9,109 × 10−31 kilogram, hay 5,489 × 10−4 đơn vị khối lượng nguyên tử. Trên cơ sở của nguyên lý sự tương đương khối lượng−năng lượng của Einstein, khối lượng này tương ứng với mức năng lượng nghỉ 0,511 MeV. Tỷ số giữa khối lượng của một proton so với của electron bằng khoảng 1836. Các đo đạc thiên văn cho thấy tỷ số khối lượng proton trên khối lượng electron vẫn giữ nguyên không đổi, như được dự đoán bởi Mô hình Chuẩn, trong thời gian ít nhất bằng một nửa tuổi của vũ trụ.
Electron có điện tích bằng −1,602176634 × 10−19 coulomb, một giá trị đã được sử dụng làm đơn vị điện tích chuẩn cho các hạt hạ nguyên tử, và cũng được gọi là điện tích cơ bản. Trong khoảng giới hạn sai số thí nghiệm, giá trị điện tích của electron bằng giá trị của proton nhưng mang dấu ngược lại. Vì ký hiệu e được sử dụng cho điện tích cơ bản, electron thường được ký hiệu là e⁻
, với dấu trừ thể hiện cho điện tích âm. Positron được ký hiệu e+
 bởi vì nó có cùng các tính chất với electron nhưng mang điện tích dương.
Electron có mômen động lượng nội tại hay spin 1/2. Do tính chất này mà electron thường được coi các hạt có spin-1/2. Những hạt như vậy có độ lớn spin bằng √3/2 ħ, trong khi kết quả đo từ hình chiếu của spin lên một trục bất kỳ chỉ có thể bằng ±ħ/2. Ngoài spin, electron còn có mômen từ hướng dọc theo trục spin của nó. Giá trị mômen từ electron xấp xỉ bằng một Bohr magneton, là hằng số vật lý bằng 9,27400915(23) × 10−24 joule trên tesla. Hướng của spin so với hướng của mômen động lượng electron xác định lên tính chất của các hạt cơ bản được biết đến là tính xoắn (helicity).
Electron không có cấu trúc con đã biết, nên nó thường được coi là một hạt điểm, hay cụ thể là một điện tích điểm không có không gian trong. Quan sát electron đơn lẻ trong bẫy Penning gợi ý rằng giới hạn trên của bán kính của nó bằng 10−22 mét. Giá trị giới hạn trên của bán kính electron bằng 10−18 mét có thể dẫn ra từ nguyên lý bất định kết hợp với năng lượng. Ngoài ra, còn có một hằng số vật lý gọi là "bán kính electron cổ điển", với giá trị là 2,8179 × 10−15 m, lớn hơn rất nhiều bán kính của proton. Tuy nhiên, giá trị này được tìm từ những phép tính đơn giản mà bỏ qua các hiệu ứng của cơ học lượng tử; trong thực tế, giá trị bán kính electron cổ điển không có nhiều ý nghĩa khi đề cập đến cấu trúc cơ bản bên trong của electron.
Có những hạt cơ bản khác tự động phân rã thành những hạt khối lượng nhẹ hơn. Ví dụ cho muon, nó có thời gian sống trung bình 2,2 × 10−6 giây, và phân rã thành một electron, một neutrino muon và một phản neutrino electron. Hạt electron, mặt khác, theo lý thuyết được cho là hạt bền: electron là hạt có khối lượng nhỏ nhất với điện tích khác 0, do đó sự phân rã của nó sẽ vi phạm định luật bảo toàn điện tích. Thực nghiệm xác định giới hạn dưới của thời gian sống của electron là 6,6 × 1028 năm, ở mức 90% độ tin cậy.

### Các tính chất lượng tử
Như mọi hạt khác, các electron có hành xử như những sóng. Đặc điểm này được gọi là lưỡng tính sóng–hạt và được chứng minh bằng thí nghiệm giao thoa hai khe.
Bản chất sóng của electron cho phép nó đi qua hai khe song song một cách đồng thời, hơn là chỉ một khe ở một thời điểm như đối với trường hợp của hạt. Trong cơ học lượng tử, tính chất sóng của một hạt được miêu tả bằng toán học dưới dạng hàm giá trị phức, hay hàm sóng, thường được ký hiệu bằng chữ cái Hy Lạp psi (ψ). Khi tính bình phương giá trị tuyệt đối của hàm này, sẽ cho xác suất quan sát được một hạt ở một vị trí cho trước—hay chính là mật độ xác suất.:162–218

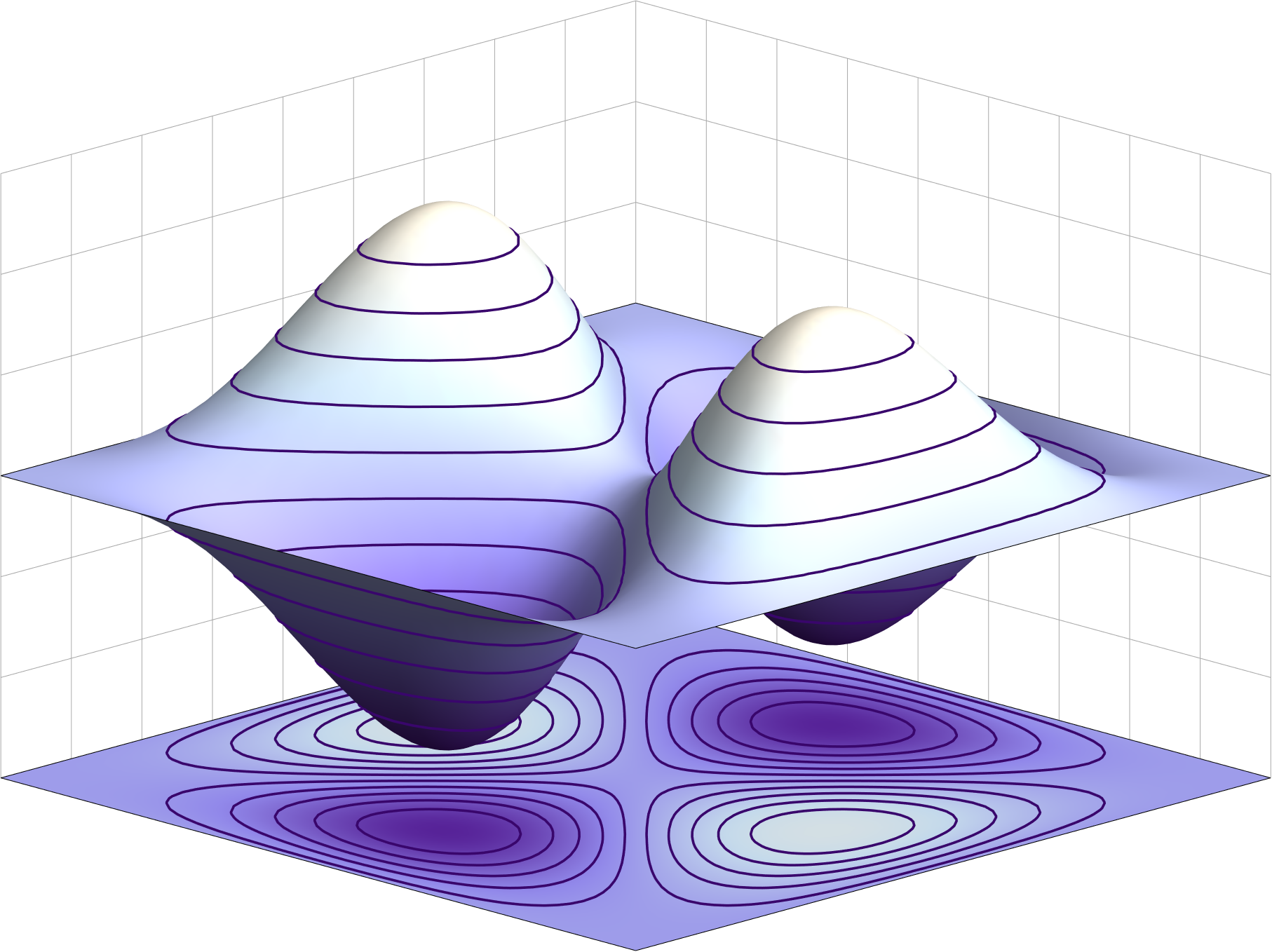
Ví dụ về một hàm sóng phản xứng của một trạng thái lượng tử của hai ferrmion đồng nhất trong hộp 1 chiều. Nếu các hạt đổi chỗ cho nhau, hàm sóng tương ứng sẽ đổi dấu.

Electron là những hạt đồng nhất bởi vì không thể phân biệt được chúng dựa trên những tính chất vật lý nội tại của hạt. Trong cơ học lượng tử, điều này có nghĩa là một cặp electron tương tác có thể đổi chỗ cho nhau mà không làm thay đổi trạng thái quan sát được của hệ. Hàm sóng của các fermion, bao gồm electron, là hàm phản xứng, có nghĩa rằng nó thay đổi dấu khi hai electron trao đổi vị trí cho nhau; hay, ψ(r1, r2) = −ψ(r2, r1), với các biến r1 và r2 tương ứng với electron thứ nhất và thứ hai. Vì giá trị tuyệt đối không thay đổi khi hai hạt đổi chỗ cho nhau, điều này tương ứng với xác suất của hai sự kiện là bằng nhau. Ngược lại, hạt boson, như photon, lại có hàm sóng đối xứng.:162–218
Trong trường hợp phản xứng, các nghiệm của phương trình sóng cho các electron tương tác sẽ cho xác suất bằng 0 đối với mỗi cặp chiếm cùng một vị trí hoặc trạng thái. Kết quả này tương ứng với nguyên lý loại trừ Pauli, phát biểu rằng không thể có hai electron chiếm cùng một trạng thái lượng tử. Nguyên lý này giải thích cho nhiều tính chất của các electron hóa học. Ví dụ, nó làm cho nhóm các electron liên kết chiếm những orbital khác nhau trong một nguyên tử, hơn là đan xen lẫn nhau trong cùng một orbital.:162–218

### Hạt ảo
Trong một bức tranh đơn giản, mỗi photon đôi lúc được coi như là tổ hợp của một hạt electron ảo với phản hạt ảo của nó, positron ảo, mà chúng nhanh chóng hủy lẫn nhau khi vừa mới sinh ra trong một thời gian rất ngắn. Sự kết hợp của biến thiên năng lượng cần thiết để sinh ra những hạt này, và khoảng thời gian trong đó chúng tồn tại, phải nằm trong ngưỡng chấp nhận được tuân theo nguyên lý bất định Heisenberg, ΔE · Δt ≥ ħ. Để thỏa mãn nguyên lý này, năng lượng cần thiết để sinh ra những hạt ảo này, ΔE, có thể được "mượn" từ chân không trong một khoảng thời gian, Δt, sao cho tích của chúng không được lớn hơn hằng số Planck thu gọn, ħ ≈ 6,6 ×10−16 eV·s. Do vậy, đối với một electron ảo, Δt lớn nhất bằng 1,3 × 10−21 s. (nghĩa là nếu cặp electron ảo−positron ảo mượn năng lượng ΔE từ chân không lượng tử thì phải trả lại năng lượng này cho chân không sau tối đa một khoảng thời gian Δt sao cho ΔE · Δt ≤ ħ)

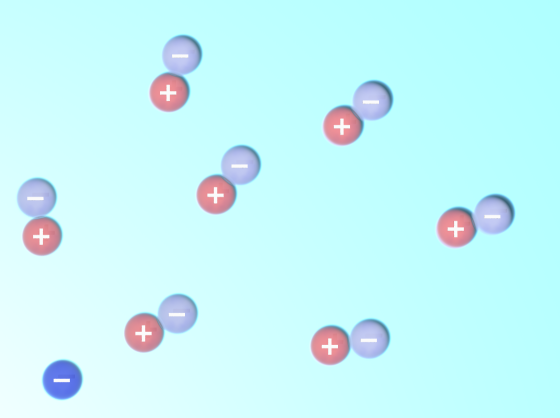
Minh họa các cặp hạt electron–positron ảo xuất hiện ngẫu nhiên gần một electron (phía dưới bên trái)

Khi một cặp electron–positron ảo đang tồn tại, lực tĩnh điện Coulomb từ điện trường tức thời xung quanh hạt electron sẽ làm hút hạt positron về phía electron gốc ban đầu, trong khi electron được sinh ra chịu một lực đẩy. Hiệu ứng này chính là sự phân cực chân không. Về mặt hiệu ứng, chân không hành xử như một môi trường có dielectric permittivity lớn hơn 1 đơn vị. Do vậy điện tích hữu hiệu của một electron thực sự nhỏ hơn giá trị thực của nó, và điện tích giảm dần khi khoảng cách tăng dần tính từ electron. Sự phân cực này đã được xác nhận bằng thực nghiệm vào năm 1997 tại máy gia tốc hạt TRISTAN ở Nhật Bản. Các hạt ảo cũng tạo ra hiệu ứng lá chắn đáng kể cho khối lượng của electron.
Tương tác với các hạt ảo cũng giải thích sự sai lệch nhỏ (khoảng 0,1%) về giá trị của mômen từ nội tại của electron so với magneton Bohr (sai lệch này được gọi là mômen từ dị thường của electron). Sự khớp chính xác tuyệt vời giữa giá trị tính toán trên lý thuyết và giá trị đo được bằng thực nghiệm của mômen từ dị thường electron được coi là một trong những thành tựu quan trọng nhất của điện động lực học lượng tử.
Nghịch lý trong vật lý cổ điển về hạt điểm electron lại có mômen góc spin và mômen từ nội tại có thể được giải quyết bởi sự hình thành của các cặp hạt photon ảo trong điện trường sinh bởi electron. Các photon ảo này (đến lượt lại sinh ra các cặp electron−positron ảo khác) làm cho electron luôn dịch chuyển xung quanh vị trí của nó (còn gọi là zitterbewegung), mà tổng hợp lại thành một chuyển động tròn với hiệu ứng tiến động. Chuyển động này tạo ra cả spin và mômen từ của electron. Trong nguyên tử, sự sinh các cặp hạt photon ảo giúp giải thích hiệu ứng dịch chuyển Lamb như đã quan sát thấy ở các vạch quang phổ.

### Tương tác
Electron sinh ra từ trường tạo ra lực hút lên hạt mang điện dương, như proton, và lực đẩy lên hạt mang điện âm. Cường độ của lực này trong điện động lực học cổ điện được xác định bằng định luật nghịch đảo bình phương Coulomb.:58–61 Khi một electron đang trong chuyển động, nó tạo ra một từ trường bao quanh.:140 Định luật Ampère-Maxwell cho biết mối liên hệ giữa từ trường và chuyển động của dòng các electron (dòng điện) tương ứng với người quan sát. Tính chất cảm ứng này cung cấp một từ trường dẫn động làm quay động cơ điện. Trường điện từ của một hạt mang điện bất kỳ đang trong chuyển động được miêu tả bằng thế Liénard–Wiechert, thế này đúng cho cả trường hợp hạt chuyển động với vận tốc gần bằng tốc độ ánh sáng (hay vận tốc tương đối tính).:429–434

Hạt mang điện tích q (bên trái) đang chuyển động với vận tốc v bên trong từ trường B có hướng vuông góc hướng đến người quan sát. Đối với electron, q mang điện âm sẽ chuyển động theo quỹ đạo cong hướng lên trên.

Khi một electron chuyển động trong từ trường, nó chịu tác dụng của lực Lorentz tác động theo phương vuông góc với mặt phẳng xác định bởi vectơ từ trường và vectơ vận tốc của electron. Lực hướng tâm làm cho electron chuyển động trên một quỹ đạo xoắn ốc trong từ trường với bán kính Larmor. Sự gia tốc từ chuyển động theo đường cong ghềnh này làm cảm ứng electron phát ra năng lượng dưới dạng bức xạ đồng bộ.:160 Năng lượng bức xạ này làm hãm electron, hay còn gọi là lực Abraham–Lorentz–Dirac, tạo ra ma sát làm chậm chuyển động của electron. Lực này cũng gây ra tác động ngược (back-reaction) lên điện từ trường của chính electron.

Bức xạ Bremsstrahlung sinh ra khi một electron e bị lệch hướng gây bởi điện trường của một hạt nhân nguyên tử. Mức năng lượng thay đổi E_{2} − E_{1} xác định lên tần số f của photon phát ra.

Trong điện động lực học lượng tử photon là hạt truyền tải tương tác điện từ giữa các hạt. Một electron đơn lẻ chuyển động với vận tốc đều không thể phát ra hay hấp thụ một photon thực; do sẽ vi phạm định luật bảo toàn năng lượng và động lượng. Mặt khác, các photon ảo có thể truyền động lượng giữa hai hạt mang điện tích. Sự trao đổi này của các photon ảo, ví dụ, làm tạo ra lực Coulomb. Bức xạ năng lượng xuất hiện khi một electron chuyển động bị làm lệch quỹ đạo gây bởi điện trường của một hạt mang điện khác, như proton. Sự gia tốc của electron làm phát ra bức xạ Bremsstrahlung.
Một photon (ánh sáng) va chạm phi đàn hồi với một electron (tự do) được gọi là tán xạ Compton. Kết quả của va chạm này là động lượng và năng lượng được truyền qua giữa các hạt, làm thay đổi bước sóng của photon bằng một lượng được gọi là dịch chuyển Compton. Độ dịch chuyển lớn nhất của bước sóng bằng h/mec, hay còn gọi là bước sóng Compton. Đối với một electron, nó có giá trị bằng 2,43 × 10−12 m. Khi bước sóng của ánh sáng là dài (ví dụ bước sóng của ánh sáng khả kiến bằng 0,4–0,7 μm) sự dịch chuyển bước sóng có thể bỏ qua được. Trong trường hợp này, tương tác giữa ánh sáng và electron tự do được gọi là tán xạ Thomson hay tán xạ Thomson tuyến tính.
Độ mạnh tương đối của tương tác điện từ giữa hai hạt điện tích, chẳng hạn giữa một electron và một proton, được xác định bởi hằng số cấu trúc tế vi. Đây là đại lượng không thứ nguyên hình thành dựa trên tỉ số của hai dạng năng lượng: năng lượng tĩnh điện của lực hút (hoặc đẩy) ở khoảng cách bằng một lần bước sóng Compton, và năng lượng nghỉ của các hạt mang điện tích. Nó có giá trị bằng α ≈ 7,297353 × 10−3, hay xấp xỉ bằng 1/137.
Khi electron và positron va chạm, chúng hủy lẫn nhau, làm phát ra hai hoặc ba photon tia gamma. Nếu electron và positron có động lượng bỏ qua được, va chạm có thể hình lên nguyên tử positronium trước khi hai hạt hủy lẫn nhau để hình ra các photon có tổng năng lượng 1,022 MeV. Mặt khác, một photon năng lượng cao có thể biến đổi thành cặp electron và positron bởi quá trình sinh cặp (pair production), nhưng chỉ trong sự có mặt của một hạt điện tích gần nó, như một hạt nhân chẳng hạn.
Trong lý thuyết tương tác điện yếu, thành phần hàm sóng hướng bên trái (chiral) của electron tạo thành bộ đôi isospin yếu với neutrio electron. Điều này có nghĩa rằng trong tương tác yếu, neutrino electron hành xử như các electron. Mỗi loại hạt của bộ đôi này (doublet) có thể tham gia vào tương tác dòng tích (charged current) bằng cách phát ra hoặc hấp thụ một boson W và biến đổi sang thành hạt kia. Điện tích được bảo toàn trong quá trình này bởi vì boson W cũng mang điện tích, làm cho tổng điện tích của quá trình biến đổi là không thay đổi. Các tương tác dòng tích chịu trách nhiệm cho hiện tượng phân rã beta trong một nguyên tử phóng xạ. Cả electron và neutrino electron có thể tham gia vào tương tác dòng trung hòa (neutral current interaction) thông qua sự trao đổi một boson Z⁰
, và chịu trách nhiệm cho tán xạ đàn hồi neutrino−electron.

### Nguyên tử và phân tử

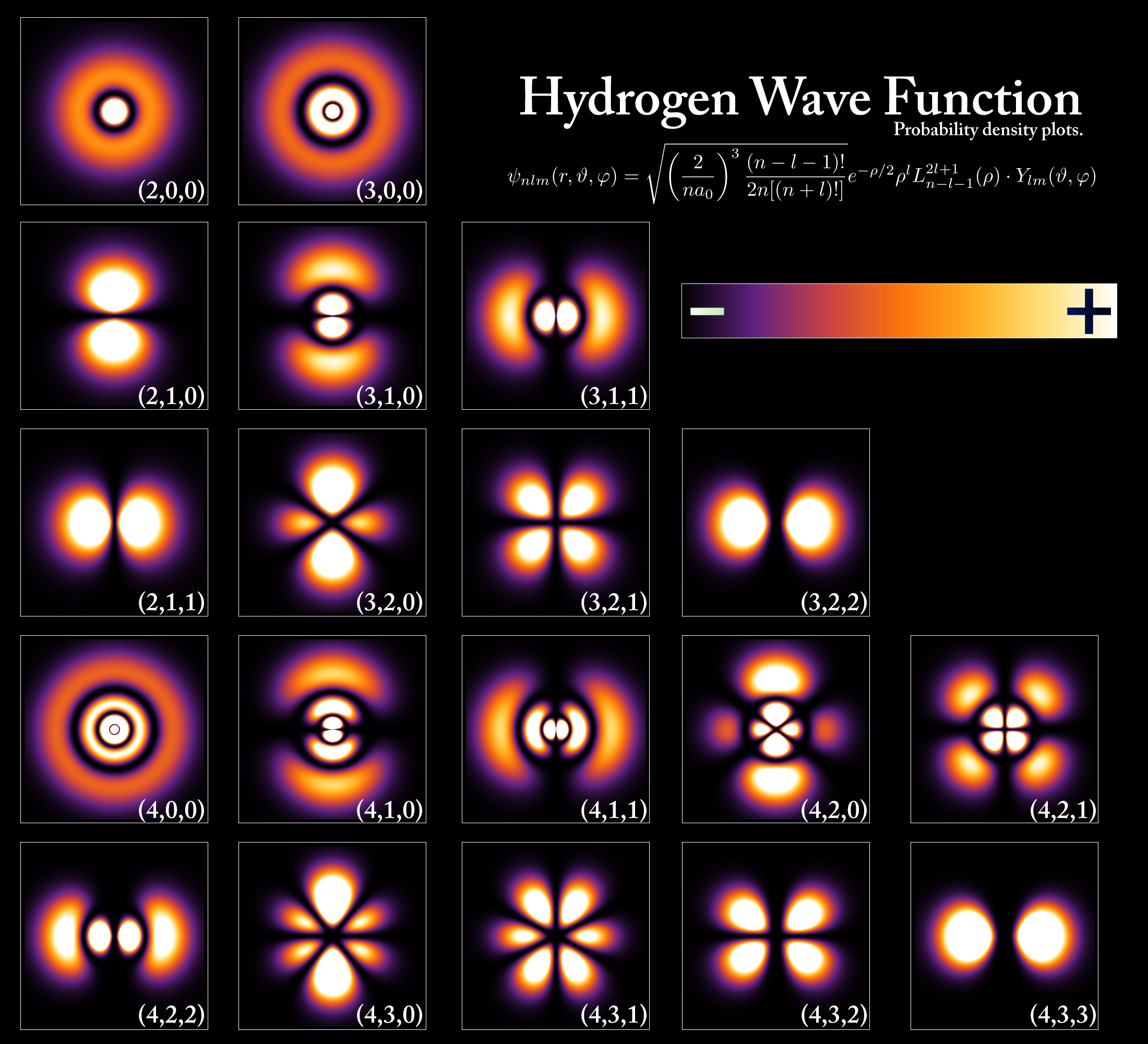
Mật độ xác suất đối với một vài orbital nguyên tử hydro, được thể hiện qua mặt cắt. Mức năng lượng của một electron liên kết xác định lên orbital nó chiếm giữ, và độ màu phản ánh xác suất tìm thấy electron ở một vị trí xác định.

Một electron có thể liên kết với hạt nhân của một nguyên tử bởi lực hút Coulomb. Một hệ có một hoặc nhiều electron liên kết với một hạt nhân được gọi là một nguyên tử. Nếu số electron khác với số điện tích của hạt nhân, nguyên tử đó được gọi là một ion. Hành xử dạng sóng của một electron liên kết được miêu tả bằng một hàm sóng gọi là orbital nguyên tử. Mỗi orbital đặc trưng bởi các số lượng tử như mức năng lượng, mômen động lượng và hình chiếu của mômen góc, và chỉ có các orbital rời rạc tồn tại xung quanh hạt nhân. Theo nguyên lý loại trừ Pauli mỗi orbital có thể chiếm giữ bởi tối đa hai electron, và chúng phải có số lượng tử spin khác nhau.
Electron có thể nhảy sang các orbital khác nhau thông qua sự hấp thụ hoặc phát ra photon có năng lượng bằng hiệu giữa hai mức năng lượng đó. Các phương pháp khác làm electron chuyển sang orbital khác bao gồm sự va chạm của nó với hạt khác, như các electron, và nhờ hiệu ứng Auger. Để thoát ra khỏi nguyên tử, năng lượng của electron phải tăng và lớn hơn năng lượng liên kết với nguyên tử. Điều này xảy ra, ví dụ, như ở hiệu ứng quang điện, khi một photon tới va chạm có năng lượng lớn hơn năng lượng ion hóa nguyên tử và bị electron hấp thụ.
Mômen góc orbital của electron bị lượng tử hóa. Bởi electron mang điện, nó có một mômen từ orbital tỷ lệ với mômen góc. Tổng mômen từ của một nguyên tử bằng tổng vec tơ của mô men từ spin và mômen từ orbital của tất cả các electron và hạt nhân. Mômen từ của hạt nhân là nhỏ so với của các electron. Mômen từ của các electron chiếm giữ cùng một orbital (còn gọi là cặp electron) triệt tiêu lẫn nhau.
Liên kết hóa học giữa các nguyên tử chính là tương tác điện từ giữa chúng, như miêu tả bởi các định luật của cơ học lượng tử. Liên kết mạnh nhất hình thành bởi chia sẻ hoặc cho/nhận các electron giữa các nguyên tử, dẫn đến hình thành lên các phân tử. Bên trong một phân tử, các electron chuyển động dưới ảnh hưởng của một vài hạt nhân, và chiếm giữ các orbital phân tử; giống như chúng chiếm giữ các orbital trong một nguyên tử cô lập. Một yếu tố cơ bản trong các cấu trúc phân tử đó là sự tồn tại các cặp electron. Đây là các electron có spin ngược nhau, cho phép chúng có thể chiếm giữ cùng một orbital phân tử mà không vi phạm nguyên lý loại trừ Pauli (tương tự như ở nguyên tử). Các orbital phân tử khác nhau có phân bố mật độ electron theo không gian khác nhau. Ví dụ, ở các cặp electron liên kết (nghĩa là các cặp thực sự liên kết các nguyên tử với nhau) có thể được tìm thấy với xác suất cực đại nằm ở vùng thể tích tương đối nhỏ giữa các hạt nhân. Ngược lại, ở các cặp electron không liên kết chúng phân bố trong thể tích lớn hơn bao quanh hạt nhân.

### Dẫn điện

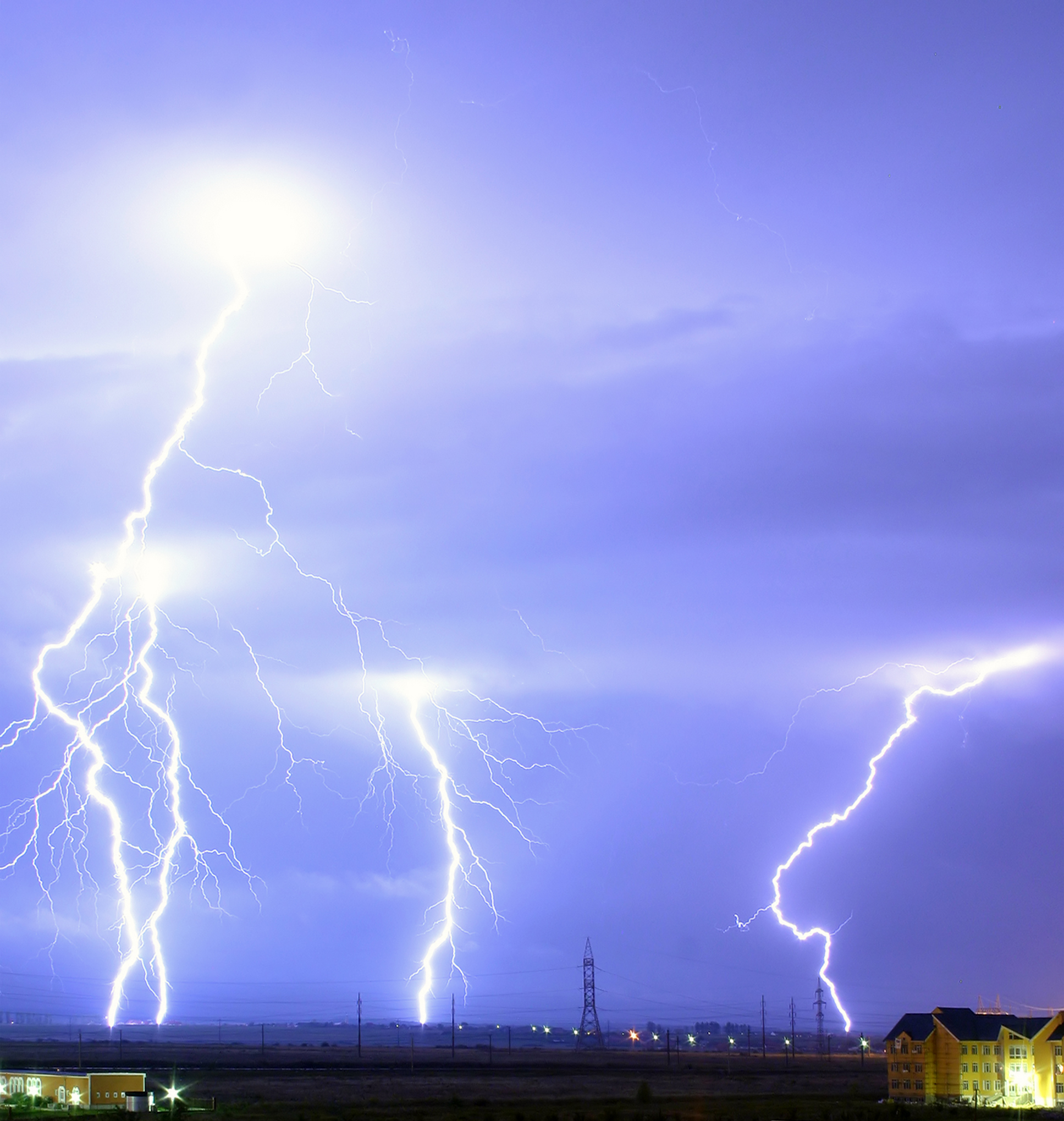
Tia sét chứa chủ yếu dòng các electron. Điện thế cần thiết cho tia sét có thể được tạo ra nhờ hiệu ứng điện ma sát.

Nếu một vật thể có nhiều hoặc ít hơn lượng electron cần thiết để cân bằng với điện tích dương của hạt nhân nguyên tử, thì tổng thể vật đó có mang điện tích. Khi có nhiều hơn electron, vật đó mang điện âm. Khi có ít electron hơn số lượng proton trong hạt nhân nguyên tử, vật mang điện dương. Khi số electron và proton bằng nhau, điện tích của chúng hủy lẫn nhau và vật thể ở trạng thái cân bằng điện (hay trung hòa). Nhờ tác động chà xát có thể làm vật thể vĩ mô mang điện thông qua hiệu ứng điện ma sát (triboelectric effect).
Các electron độc lập chuyển động trong chân không được gọi là các electron tự do. Các electron trong kim loại cũng hành xử như chúng chuyển động tự do. Thực sự thì các hạt được gọi là các electron trong kim loại và những thể rắn khác là những giả-electron—giả hạt, mà có cùng điện tích, spin, và mômen từ như các electron thực thụ nhưng có khối lượng khác với nó. Khi các electron tự do—trong chân không lẫn kim loại—chuyển động, chúng tạo ra một dòng mạng lưới điện tích được gọi là dòng điện, từ đó tạo ra một từ trường. Giống như một dòng điện có thể được sinh ra từ sự thay đổi của một từ trường. Những tương tác và mối quan hệ này được miêu tả bởi phương trình Maxwell.
Ở mỗi nhiệt độ nhất định, từng vật liệu có một độ dẫn điện ảnh hưởng đến giá trị của dòng điện khi áp vào một điện thế. Những vật dẫn điện tốt bao gồm kim loại như đồng và vàng, trong khi thủy tinh và Teflon lại dẫn điện kém. Ở bất kỳ vật liệu cách điện nào, các electron vẫn bám vào các nguyên tử và vật liệu có tính chất như là một chất cách điện. Hầu hết các chất bán dẫn có mức độ dẫn điện biến đổi từ phạm vi dẫn điện cực tốt cho đến cách điện hoàn toàn. Mặt khác, các kim loại có cấu trúc dải điện tử chứa các vùng năng lượng được lấp đầy một phần bởi electron. Sự có mặt của những vùng năng lượng này cho phép các electron trong kim loại hành xử như chúng được tự do hoặc gọi là các electron phi định xứ (delocalized electrons). Những electron không liên kết với một nguyên tử nhất định, do vậy khi áp dụng một điện trường, chúng chuyển động tự do như một chất khí (được gọi là khí Fermi) đi qua vật liệu giống như các electron tự do.
Bởi vì có sự va chạm giữa các electron với các nguyên tử, vận tốc trôi của các electron trong một vật dẫn có độ lớn cỡ vài milimét trên một giây. Tuy nhiên, trường hợp có sự thay đổi dòng điện từ một điểm trong vật liệu gây ra sự thay đổi dòng điện ở điểm khác trong vật liệu, thì tốc độ lan truyền của hiệu ứng này, điển hình bằng khoảng 75% tốc độ ánh sáng. Điều này xảy ra bởi vì tín hiệu điện lan truyền như một sóng, với vận tốc phụ thuộc vào hằng số điện môi của vật liệu.
Đa số kim loại có độ dẫn nhiệt tương đối tốt, chủ yếu bởi vì các electron phi định xứ vận chuyển năng lượng nhiệt tự do giữa các nguyên tử. Tuy nhiên, không giống như sự dẫn điện, sự dẫn nhiệt của một kim loại gần như độc lập với nhiệt độ của vật liệu. Điều này đã được phát biểu bằng định luật Wiedemann–Franz, nói rằng tỉ số độ dẫn nhiệt trên độ dẫn điện tỷ lệ thuận với nhiệt độ của vật liệu. Sự mất trật tự bởi nhiệt trong dàn tinh thể nguyên tử kim loại làm tăng điện trở của vật liệu, tạo ra sự phụ thuộc vào nhiệt độ đối với dòng điện.
Khi làm lạnh vật liệu xuống dưới một mức gọi là nhiệt độ tới hạn, vật liệu trải qua sự chuyển pha trong đó nó mất hoàn toàn tính kháng điện (điện trở) đối với dòng điện, hay chính là hiệu ứng siêu dẫn. Trong lý thuyết BCS, các cặp electron được gọi là cặp Cooper trong chuyển động của chúng bắt cặp với nguyên tử gần đấy thông qua những dao động dàn nguyên tử gọi là phonon, do đó cặp Cooper tránh được va chạm với các nguyên tử mà thường tạo ra điện trở. (Các cặp Cooper có bán kính xấp xỉ bằng 100 nm, do đó nếu coi chúng như sóng vật chất thì chúng có thể chồng chập lẫn nhau.) Tuy nhiên, cơ chế cho hiệu ứng siêu dẫn nhiệt độ cao ở một số vật liệu vẫn chưa có lý thuyết giải thích thỏa đáng.
Các electron bên trong vật dẫn, mà chính chúng cũng là những giả hạt, khi đặt trong nhiệt độ rất gần với độ không tuyệt đối, có thể được phân ra thành ba loại giả hạt: spinon, orbiton và holon. Hạt đầu tiên mang spin và mômen từ, hạt tiếp theo mang vị trí orbital của nó trong khi hạt còn lại mang điện tích.

### Chuyển động và năng lượng
Theo thuyết tương đối hẹp của Einstein, khi tốc độ của một electron tiệm cận tới tốc độ ánh sáng, người quan sát từ một hệ quy chiếu quán tính sẽ đo được khối lượng tương đối tính của hạt tăng lên, do đó khiến cho nó càng khó để có thể gia tốc nó từ bên trong hệ quy chiếu của người quan sát. Tốc độ của một electron có thể tiếp cận đến, nhưng không bao giờ bằng, tốc độ của ánh sáng trong chân không, c. Tuy nhiên, khi các electron tương đối tính—là những electron chuyển động với tốc độ gần bằng c—chuyển động trong môi trường điện môi như nước, nơi vận tốc ánh sáng trong nó nhỏ hơn nhiều so với c, các electron trong môi trường này có thể chuyển động nhanh hơn tốc độ ánh sáng. Khi chúng tương tác va chạm với môi trường, chúng tạo ra một ánh sáng nhạt được gọi là bức xạ Cherenkov.

Hệ số Lorentz là một hàm số theo vận tốc. Nó bắt đầu từ giá trị 1 và tiến tới vô hạn khi v tiệm cận tới c.

Các hiệu ứng trong thuyết tương đối hẹp được miêu tả dựa trên một đại lượng gọi là hệ số Lorentz, được xác định bằng {\displaystyle \scriptstyle \gamma =1/{\sqrt {1-{v^{2}}/{c^{2}}}}} với v là tốc độ của hạt. Động năng Ke của một electron chuyển động với vận tốc v bằng:
{\displaystyle \displaystyle K_{\mathrm {e} }=(\gamma -1)m_{\mathrm {e} }c^{2},}
với me là khối lượng của electron. Ví dụ, ở máy gia tốc thẳng Stanford có thể gia tốc một electron tới động năng gần bằng 51 GeV. Vì một electron hành xử như dạng sóng, ở một vận tốc bất kỳ nó có một bước sóng de Broglie đặc trưng. Bước sóng này được cho bởi λe = h/p với h là hằng số Planck và p là động lượng. Đối với electron có động năng 51 GeV ở trên, bước sóng de Broglie bằng 2,4 × 10−17 m, đủ nhỏ để khám phá các cấu trúc có kích thước nhỏ hơn kích cỡ của một hạt nhân nguyên tử.

## Sự hình thành

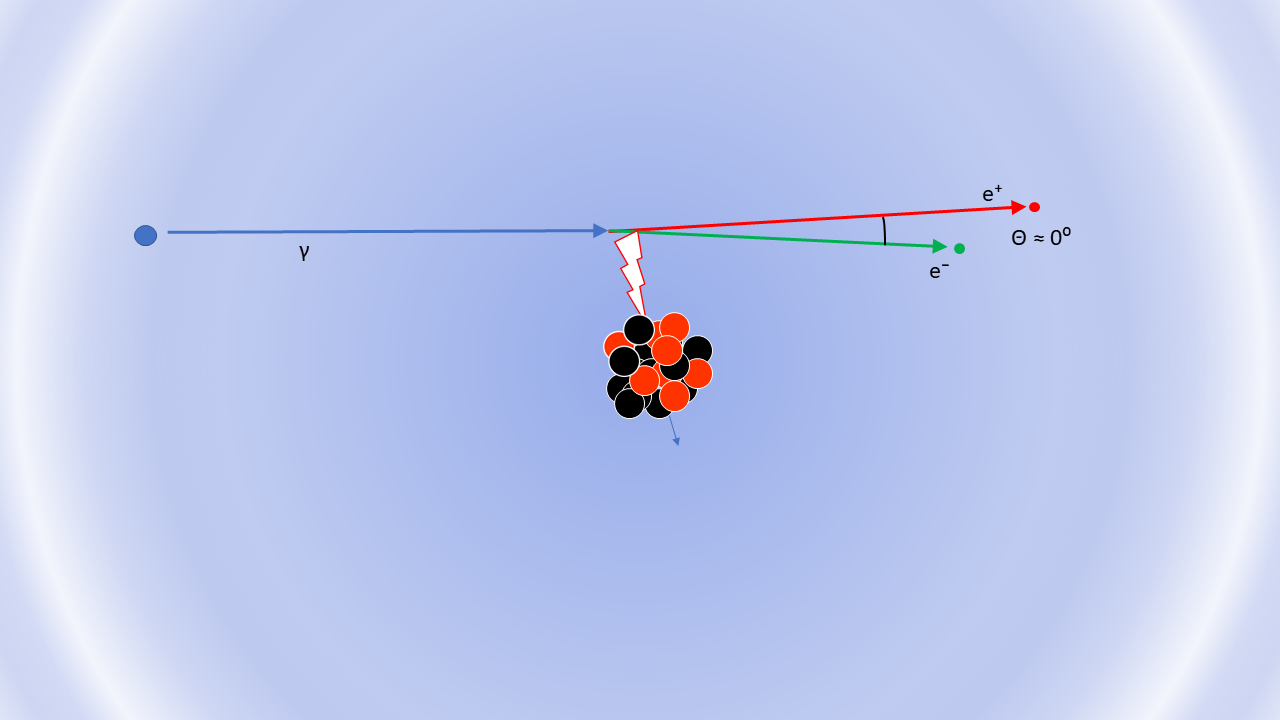
Sự sinh cặp của một electron và một positron, do một photon chuyển động đến gần một hạt nhân. Ký hiệu tia chớp biểu diễn sự trao đổi của một photon ảo, hay như là một tác động của lực điện. Góc giữa các hạt là rất nhỏ.

Lý thuyết Vụ Nổ Lớn là lý thuyết khoa học được chấp nhận rộng rãi hiện nay miêu tả những giai đoạn ban đầu của sự tiến hóa của Vũ trụ. Ở những miligiây đầu tiên sau Vụ Nổ Lớn, nhiệt độ trên 10 tỷ kelvin và các photon có năng lượng trung bình trên một triệu electronvolt. Các photon này có đủ năng lượng mà khi tương tác với nhau có thể dẫn tới sự hình thành cặp electron và positron. Ngược lại, những cặp positron−electron hủy lẫn nhau và phát ra các photon năng lượng cao:
γ + γ ↔ e+
 + e⁻

Trạng thái cân bằng giữa các electron, positron và photon được duy trì trong suốt giai đoạn này của sự tiến hóa Vũ trụ. Khi 15 giây trôi qua, tuy nhiên, nhiệt độ của Vũ trụ lúc này giảm xuống dưới ngưỡng cho phép hình thành cặp hạt electron−positron. Phần lớn các electron và positron tồn tại hủy lẫn nhau, giải phóng bức xạ gamma làm Vũ trụ nóng lên trong một thời gian ngắn.
Vì một lý do nào đó chưa được biết chắc chắn, trong suốt quá trình hủy cặp có sót lại một số lượng hạt nhiều hơn phản hạt vật chất. Cụ thể là có dư ra 1 electron tồn tại trong mỗi 1 tỷ cặp hạt electron−positron. Số lượng dư sót lại này bằng với số lượng proton còn dư từ quá trình hủy cặp hạt tương tự proton và phản proton, trong một điều kiện được gọi là bất đối xứng baryon, điều này mang đến tổng điện tích của toàn bộ Vũ trụ gần như bằng zero. Những proton và neutron còn dư lại bắt đầu tham gia vào các phản ứng với nhau—quá trình gọi là tổng hợp hạt nhân, tạo ra các đồng vị của hydro và heli, và một ít hạt nhân lithi. Các phản ứng này đạt đỉnh điểm vào khoảng thời gian ở sau năm phút. Bất kỳ neutron còn lại nào sẽ trải qua phản ứng phân rã beta âm với nửa thời gian sống bằng khoảng một nghìn giây, giải phóng ra một proton và một electron,
n → p + e⁻
 + ν
e
Trong khoảng 300.000–400.000 năm tiếp theo, lượng các hạt electron còn lại có năng lượng quá lớn để có thể liên kết vào các hạt nhân nguyên tử. Giai đoạn tiếp theo là sự tái kếp hợp electron vào hạt nhân, khi ấy các nguyên tử trung hòa được hình thành và sự giãn nở của vũ trụ làm cho vật chất trở lên trong suốt với bức xạ.
Gần một triệu năm sau Vụ Nổ Lớn, thế hệ các ngôi sao đầu tiên bắt đầu hình thành. Trong lòng một ngôi sao, dây chuyền phản ứng tổng hợp hạt nhân sao cho ra các sản phẩm trong đó có positron. Những hạt phản vật chất này ngay lập tức hủy với các electron, giải phóng tia gamma. Gộp chung lại số lượng hạt electron bị giảm dần, và tương ứng số lượng hạt neutron tăng lên. Tuy nhiên, trong quá trình tiến hóa sao cũng hình thành các sản phẩm là những đồng vị phóng xạ. Các đồng vị này có thể sau đó trải qua phân rã beta trừ, phát ra một electron và một phản neutrino từ hạt nhân. Một ví dụ là đồng vị cobalt-60 (60Co), mà phân rã thành nickel-60 (60Ni).

Một chuỗi mưa các hạt tạo bởi tia vũ trụ năng lượng cao va chạm vào bầu khí quyển Trái Đất.

Cuối chu trình tiến hóa của chúng, một ngôi sao có khối lượng lớn hơn 20 lần khối lượng Mặt Trời đi đến kết cục suy sụp hấp dẫn để tạo thành một lỗ đen. Theo vật lý cổ điển, bên trong những ngôi sao khối lượng lớn này xuất hiện lực hút hấp dẫn đủ mạnh để ngăn bất kỳ thứ gì, kể cả bức xạ điện từ, thoát ra khỏi bán kính Schwarzschild. Tuy nhiên, các hiệu ứng của cơ học lượng tử cho phép có khả năng tồn tại bức xạ Hawking ở phạm vi khoảng cách này. Các electron (và positron) được cho là tạo ra ở chân trời sự kiện của những tàn dư sao.
Khi một cặp hạt ảo (như gồm một electron và một positron) được tạo ra tại biên giới của chân trời sự kiện, sự phân bố ngẫu nhiên trong vị trí của hạt có thể làm cho một trong hai hạt nằm ở bên trong chân trời sự kiện; mà quá trình này được gọi là sự xuyên hầm lượng tử. Thế năng hấp dẫn của lỗ đen có thể cấp năng lượng để biến một hạt ảo nằm bên ngoài chân trời sự kiện trở thành một hạt thực, cho phép nó bật phóng ra vào không gian. Đổi lại, hạt còn lại của cặp mang năng lượng âm và rơi về vùng kì dị lỗ đen, dẫn đến tổng cộng khối lượng−năng lượng của lỗ đen bị giảm đi. Tốc độ bức xạ Hawking tăng tiến khi khối lượng lỗ đen giảm dần, làm cho lỗ đen bốc hơi và cuối cùng là phát nổ.
Tia vũ trụ là những hạt chuyển động trong không gian với năng lượng cao. Các sự kiện năng lượng cao đến cỡ 3,0 × 1020 eV đã được ghi nhận. Khi những hạt này va chạm với các nucleon trong khí quyển Trái Đất, một trận mưa các hạt được tạo ra, bao gồm các pion. Hơn một nửa bức xạ vũ trụ được quan sát trên bề mặt Trái Đất có chứa các muon. Muon là một hạt loại lepton hình thành tại thượng tầng khí quyển sau quá trình phân rã của một pion.
π⁻
 → μ⁻
 + ν
μ
Đến lượt muon, nó có thể phân rã thành electron hoặc positron.
μ⁻
 → e⁻
 + ν
e + ν
μ

## Quan sát

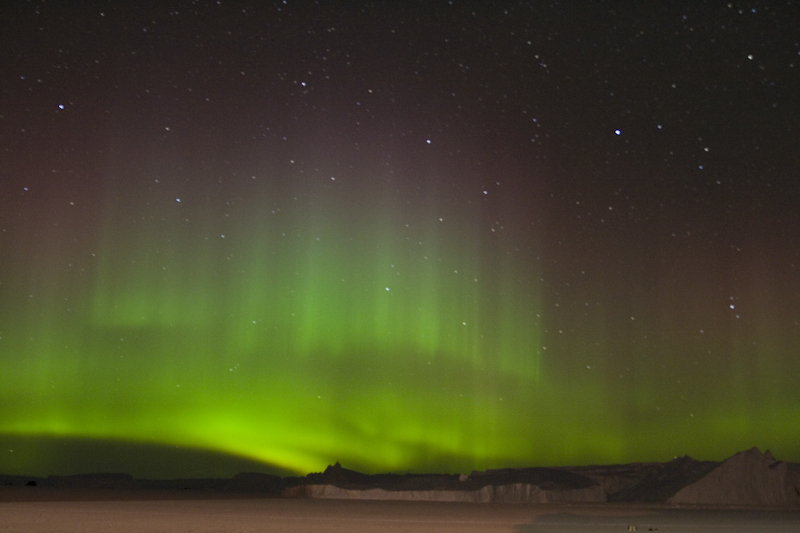
Hiện tượng cực quang phần lớn do các electron năng lượng cao va chạm với bầu khí quyển.

Quan sát electron từ xa đòi hỏi việc đo được năng lượng bức xạ của chúng. Ví dụ, trong môi trường năng lượng cao như ở vành nhật hoa của một ngôi sao, các electron tự do tạo thành trạng thái plasma phát ra năng lượng dưới dạng bức xạ Bremsstrahlung. Khí electron có thể biểu hiện dao động plasma, đó là những sóng gây bởi những biến đổi đồng bộ trong mật độ electron, và những sóng này tạo ra phát xạ năng lượng có thể phát hiện được nhờ quan sát qua kính thiên văn vô tuyến.
Tần số của một photon tỷ lệ với năng lượng của nó. Khi một electron liên kết trong nguyên tử chuyển trạng thái giữa các mức năng lượng khác nhau, nó hấp thụ hoặc phát ra photon ở những tần số đặc trưng. Ví dụ, khi chiếu nguồn bức xạ phổ liên tục vào các nguyên tử sẽ xuất hiện các vạch phổ hấp thụ đặc trưng trong quang phổ của bức xạ phản xạ. Mỗi nguyên tố hoặc phân tử thể hiện một lớp đặc trưng các vạch quang phổ, như các vạch quang phổ hydro. Những phép đo lường quang phổ về cường độ và bề rộng của các vạch này cho phép xác định được thành phần và tính chất vật lý của một chất cần xác định.
Trong điều kiện của phòng thí nghiệm, có thể quan sát tương tác của từng electron đơn lẻ nhờ các máy gia tốc hạt nhân, mà cho phép đo những tính chất cụ thể như năng lượng, spin và điện tích. Nhờ sự phát triển của các kỹ thuật bẫy ion như bẫy Paul và bẫy Penning cho phép giam giữ các hạt mang điện trong một thể tích đủ nhỏ với thời gian dài. Điều này đã cho phép đo lường các tính chất cũng như thao tác lên những hạt này. Ví dụ, bẫy Penning từng được ứng dụng để chứa một electron đơn lẻ trong thời gian 10 tháng. Mômen từ của electron đã được đo với độ chính xác đến 11 chữ số thập phân mà vào năm 1980, độ chính xác này còn lớn hơn độ chính xác đo được của bất kỳ các hằng số vật lý khác.
Bộ phim chụp ảnh đầu tiên về sự phân bố năng lượng của electron đã được thực hiện bởi một đội các nhà vật lý tại Đại học Lund ở Thụy Điển vào tháng 2 năm 2008. Họ đã sử dụng một xung nhịp ánh sáng cực ngắn, hay gọi là các xung atto giây, cho phép lần đầu tiên chụp ảnh được chuyển động của một electron.
Sự phân bố của các electron trong chất rắn có thể được biểu hiện nhờ kỹ thuật chụp quang phổ bức xạ phân giải góc (angle-resolved photoemission spectroscopy, ARPES). Kỹ thuật này ứng dụng hiệu ứng quang điện để đo hàm phân bố không gian giàn tinh thể—một hàm toán học biểu diễn đặc tính cấu trúc tuần hoàn được áp dụng để suy đoán ra cấu trúc ban đầu của tinh thể. ARPES được ứng dụng để xác định hướng, tốc độ và sự tán xạ của các electron bên trong vật liệu.

## Các ứng dụng plasma

### Chùm hạt

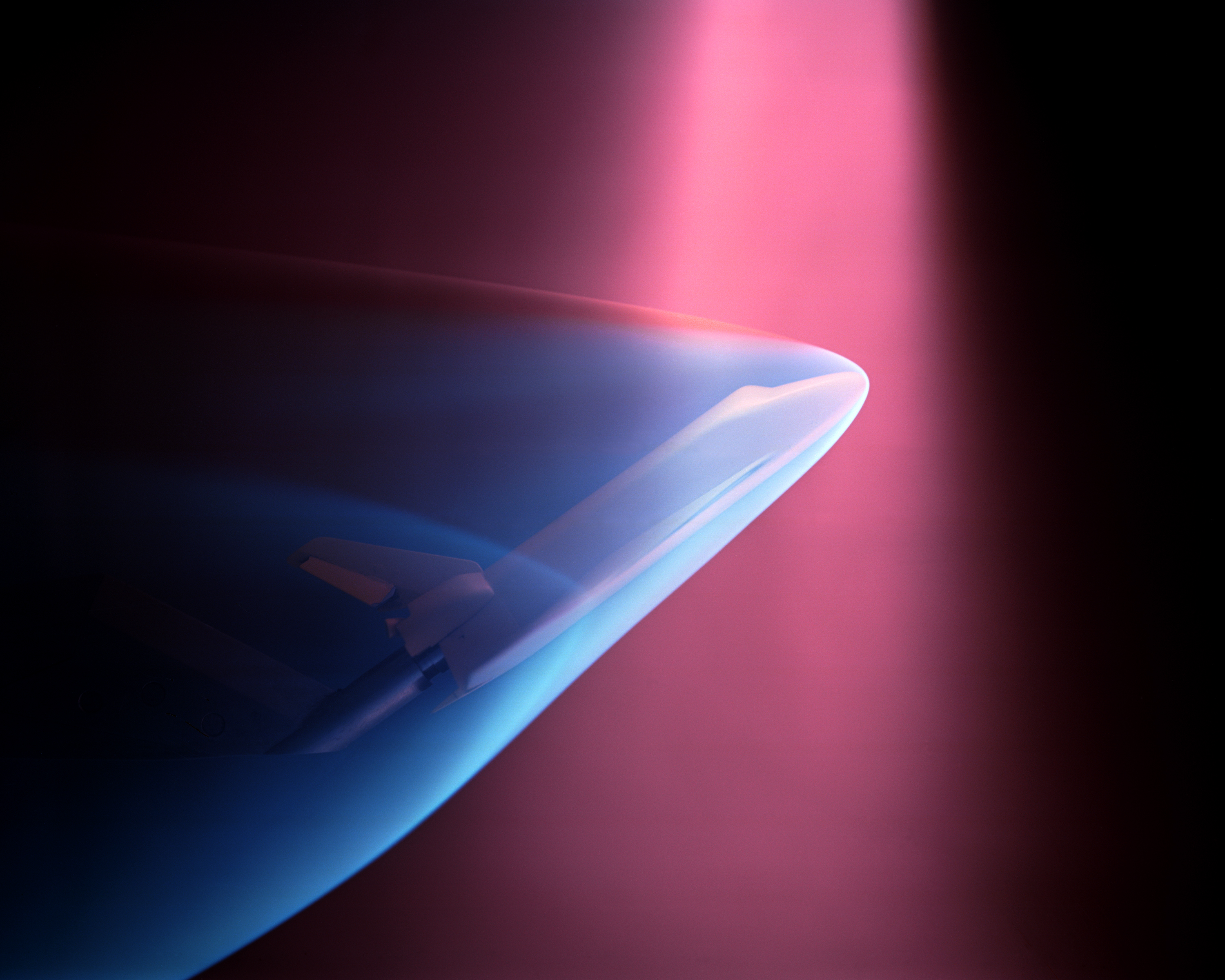
Trong thử nghiệm ở một buồng gió của NASA, một mô hình thu nhỏ của tàu con thoi được chiếu bằng một chùm các electron, nhằm mô phỏng hiệu ứng khí ion hóa trong quá trình trở lại bầu khí quyển của trái đất của con tàu.

Trong công nghệ và kỹ thuật, các chùm tia electron đã được ứng dụng để thực hiện hàn bằng chùm electron giữa hai loại vật liệu. Chúng cho phép mật độ năng lượng của chùm tia hàn lên tới 107 W·cm−2 được tập trung trong một hình nón tròn đường kính cỡ 0,1–1,3 mm mà thường không cần đòi hỏi phải có lớp vật liệu đệm thứ 3. Kỹ thuật hàn này phải được thực hiện trong chân không để tránh các electron va chạm với một trường khí xung quanh trước khi chúng đến được vật liệu cần hàn, và nó có thể được sử dụng để nối các loại vật liệu dẫn điện mà những biện pháp hàn khác không phù hợp để áp dụng.
Quang khắc chùm điện tử (EBL) là phương pháp tạo các chi tiết bán dẫn ở mức phân giải nhỏ hơn 1 µm. Kỹ thuật này có hạn chế là giá thành cao, tốc độ sản xuất chậm, cần phải vận hành chùm điện tử trong môi trường chân không cao và các electron có xu hướng tán xạ trên bề mặt vật liệu. Độ phân giải tối đa của phương pháp này vào khoảng 10 nm. Vì lý do này, EBL được ứng dụng chủ yếu cho sản xuất một số nhỏ các vi mạch chuyên biệt.
Phương pháp xử lý chùm điện tử (electron-beam processing, hoặc electron irradiation EBI) được ứng dụng để làm thay đổi các đặc tính của vật liệu hoặc khử trùng trong y học và thực phẩm bằng cách chiếu chùm điện tử vào sản phẩm. Chùm electron hóa lỏng hoặc làm tan chảy thủy tinh mà không gây tăng nhiều nhiệt độ khi thực hiện chiếu với cường độ cao: ví dụ bức xạ electron mạnh gây ra sự giảm độ nhớt ở nhiều bậc độ lớn và làm giảm từng bước năng lượng hoạt hóa của nó.
Các máy gia tốc quỹ đạo thẳng (linear particle accelerator) tạo ra những chùm electron cho chùm sáng dùng để điều trị các khối u trên bề mặt trong trị liệu bức xạ. Trị liệu điện tử (electron therapy) có thể điều trị các thương tổn ở da như ung thư tế bào đáy bởi vì một chùm electron chỉ có thể thâm nhập xuống một độ sâu nhất định trước khi bị hấp thụ, thường là đến 5 cm đối với electron có năng lượng trong phạm vi 5–20 MeV. Một chùm electron có thể được sử dụng phối hợp với chiếu xạ tia X trong điều trị bệnh.
Các máy gia tốc hạt sử dụng điện trường để đẩy các electron và phản hạt của chúng lên mức năng lượng cao. Những hạt này phát ra bức xạ đồng bộ khi chúng bay qua từ trường. Cường độ của bức xạ đồng bộ phụ thuộc vào phân cực spin của chùm electron—quá trình được gọi là hiệu ứng Sokolov–Ternov. Các chùm electron phân cực được ứng dụng trong nhiều thí nghiệm khác nhau. Bức xạ synchrotron có thể dùng làm mát chùm electron với mục đích làm giảm sự phân tán động lượng của chùm hạt. Các chùm electron và positron được cho va chạm với nhau trong máy gia tốc khi chúng đạt đến mức năng lượng yêu cầu; các máy dò hạt (particle detector) quan sát năng lượng của bức xạ phát ra, ghi lại những thông tin và tính chất cần nghiên cứu trong vật lý hạt.

### Chụp ảnh
Nhiễu xạ electron năng lượng thấp (Low-energy electron diffraction, LEED) là một phương pháp bắn vào vật liệu có cấu trúc tinh thể bằng một chùm electron chuẩn trực sau đó quan sát hình ảnh nhiễu xạ giúp xác định lên cấu trúc của vật liệu. Năng lượng đòi hỏi của các electron ở những chùm này trong khoảng 20–200 eV. Kỹ thuật phản xạ nhiễu xạ electron năng lượng cao (reflection high-energy electron diffraction, RHEED) sử dụng sự phản xạ của một chùm electron bắn đến với nhiều góc hẹp khác nhau để nghiên cứu đặc trưng bề mặt của vật liệu có cấu trúc tinh thể. Chùm năng lượng thường nằm trong khoảng 8–20 keV và góc bắn electron thường bằng 1–4°.
Kính hiển vi điển tử hoạt động dựa trên nguyên lý tập trung chùm electron vào một mẫu vật. Một số electron sau khi va chạm vào mẫu vật thì bị thay đổi đặc tính, như hướng chuyển động, góc phản xạ và pha tương đối cũng như năng lượng bị giảm đi. Các nhà hiển vi học ghi lại những thay đổi này từ chùm electron để tái tạo ra những bức ảnh về mẫu vật. Trong ánh sáng xanh lam, các kín hiển vi quang học thông thường có giới hạn nhiễu xạ phân giải ở kích thước 200 nm. So sánh với kính hiển vi điện tử, loại này bị giới hạn bởi bước sóng de Broglie của electron. Ví dụ, bước sóng này bằng 0,0037 nm đối với những electron được gia tốc trong điện trường cỡ 100.000 volt. Kính hiển vi truyền điện tử hiệu chỉnh quang sai (Transmission Electron Aberration-Corrected Microscope) có độ phân giải dưới 0,05 nm, đủ để phân biệt được từng nguyên tử. Khả năng này mang lại những lợi thế cho sử dụng kính hiển vi điện tử trong phòng thí nghiệm để chụp các bức ảnh có độ phân giải cao. Tuy nhiên, kính hiển vi điện tử là những thiết bị đắt tiền và tốn nhiều chi phí hoạt động và bảo trì.
Có hai loại kính hiển vi điện tử: Loại truyền qua và loại quét bề mặt. Kính hiển vi điện tử truyền qua hoạt động giống như một máy chiếu, với một chùm electron được cho chiếu qua một lát vật liệu sau đó nó được hội tụ trên phim âm bản hoặc cảm biến CCD. Kính hiển vi điện tử quét bề mặt dùng chùm electron quét lên bề mặt mẫu vật, giống như hiển thị trên ti vi màn hình ống, để thu được bức ảnh về nó. Độ phóng đại của hai loại kính này vào cỡ 100× đến 1.000.000. Kính hiển vi quét xuyên hầm sử dụng hiệu ứng chui hầm lượng tử của electron từ mũi nhọn của một đầu dò kim loại để nghiên cứu vật liệu và tạo ra bức ảnh bề mặt vật liệu có độ phân giải cao.

### Các ứng dụng khác
Trong laser electron tự do (FEL), một chùm electron tương đối tính đi qua dãy các nam châm lưỡng cực (undulator) bị đổi hướng luân phiên do hướng của từ trường tạo bởi dãy các nam châm này. Vì đổi hướng luân phiên như vậy nên các electron phát ra bức xạ synchrotron một cách nhịp nhàng và đều đặn, bức xạ được khuếch đại ở tần số cộng hưởng. FEL có thể phát ra bức xạ điện từ với độ rọi cao trong dải tần số rộng, từ sóng vi ba cho đến tia X mềm. Những thiết bị này được sử dụng trong sản xuất, viễn thông, và trong các ứng dụng y tế, như phẫu thuật các mô mềm.
Ống tia âm cực chứa electron, mà đã từng được sử dụng thường xuyên cho các màn hình hiển thị tại nhiều thiết bị thí nghiệm, màn hình máy tính và máy truyền hình. Trong một đèn nhân quang điện, mỗi photon va chạm đến âm cực quang khởi tạo ra một luồng các electron để hình thành một xung dòng điện mà bộ dò phát hiện được. Ống điện tử chân không sử dụng luồng các electron để thao tác lên tín hiệu điện, và chúng đóng vai trò quan trọng trong sự phát triển của công nghệ điện tử. Tuy nhiên, ngày nay chúng đã bị thay thế bởi các thiết bị bán dẫn như transistor.